# UFC Fight Night: Aspinall vs. Tybura
 (juin 2024).
La mise en forme du texte ne suit pas les recommandations de Wikipédia : il faut le « wikifier ».
Les points d'amélioration suivants sont les cas les plus fréquents. Le détail des points à revoir est peut-être précisé sur la page de discussion.
- Les titres sont pré-formatés par le logiciel. Ils ne sont ni en capitales, ni en gras.
- Le texte ne doit pas être écrit en capitales (les noms de famille non plus), ni en gras, ni en italique, ni en « petit »…
- Le gras n'est utilisé que pour surligner le titre de l'article dans l'introduction, une seule fois.
- L'italique est rarement utilisé : mots en langue étrangère, titres d'œuvres, noms de bateaux, etc.
- Les citations ne sont pas en italique mais en corps de texte normal. Elles sont entourées par des guillemets français : « et ».
- Les listes à puces sont à éviter, des paragraphes rédigés étant largement préférés. Les tableaux sont à réserver à la présentation de données structurées (résultats, etc.).
- Les appels de note de bas de page (petits chiffres en exposant, introduits par l'outil «  Source ») sont à placer entre la fin de phrase et le point final[comme ça].
- Les liens internes (vers d'autres articles de Wikipédia) sont à choisir avec parcimonie. Créez des liens vers des articles approfondissant le sujet. Les termes génériques sans rapport avec le sujet sont à éviter, ainsi que les répétitions de liens vers un même terme.
- Les liens externes sont à placer uniquement dans une section « Liens externes », à la fin de l'article. Ces liens sont à choisir avec parcimonie suivant les règles définies. Si un lien sert de source à l'article, son insertion dans le texte est à faire par les notes de bas de page.
- La présentation des références doit suivre les conventions bibliographiques. Il est recommandé d'utiliser les modèles {{Ouvrage}}, {{Chapitre}}, {{Article}}, {{Lien web}} et/ou {{Bibliographie}}. Le mode d'édition visuel peut mettre en forme automatiquement les références.
- Insérer une infobox (cadre d'informations à droite) n'est pas obligatoire pour parachever la mise en page.

Pour une aide détaillée, merci de consulter Aide:Wikification.
Si vous pensez que ces points ont été résolus, vous pouvez retirer ce bandeau et améliorer la mise en forme d'un autre article.
UFC Fight Night: Aspinall vs. Tybura (également connu sous le nom d'UFC Fight Night 224 et d'UFC on ESPN+ 82 ) était un événement de MMA produit par l'Ultimate Fighting Championship qui a eu lieu le 22 juillet 2023 à l'O2. Arena de Londres.

## Enjeux
L'événement marquait la 15e visite de la promotion à Londres et la première depuis l'UFC 286, en mars 2023.
Un combat de poids lourds entre Tom Aspinall et Marcin Tybura a été mis à la tête de l'évènement.

## Carte des combats
| Catégorie                                               | Vainqueur               | Adversaire           | Méthode                                 | Round | Temps | Notes                     |
| ------------------------------------------------------- | ----------------------- | -------------------- | --------------------------------------- | ----- | ----- | ------------------------- |
| Carte Principale (diffusé sur ESPN+)                    |                         |                      |                                         |       |       |                           |
| Poids lourds                                            | Tom Aspinall            | Marcin Tybura        | TKO (coups de coude et de poing)        | 1     | 1:13  | Performance de la soirée. |
| Poids mouches féminin                                   | Julija Stoliarenko (en) | Molly McCann (en)    | Soumission (clé de bras)                | 1     | 1:55  |                           |
| Poids plumes                                            | Nathaniel Wood          | Andre Fili (en)      | Décision unanime (29-28, 29-28, 29-28)  | 3     | 5:00  |                           |
| Poids moyens                                            | Paul Craig (en)         | André Muniz (en)     | TKO (coups de coude)                    | 2     | 4:40  | Performance de la soirée. |
| Poids légers                                            | Farès Ziam              | Jai Herbert (en)     | Décision unanime (29-28, 29-28, 30-27)  | 3     | 5:00  |                           |
| Poids plumes                                            | Lerone Murphy           | Joshua Culibao (en)  | Décision unanime (30-26, 30-26, 30-27)  | 3     | 5:00  |                           |
| Poids coqs                                              | Daniel Marcos (en)      | Davey Grant (en)     | Décision partagée (28-29, 29-28, 29-28) | 3     | 5:00  |                           |
| Carte Préliminaire (diffusé sur ESPN+ / UFC Fight Pass) |                         |                      |                                         |       |       |                           |
| Poids mi-moyens                                         | Jonny Parsons           | Danny Roberts (en)   | TKO (coups de poing)                    | 2     | 4:57  | Combat de la soirée.      |
| Poids légers                                            | Joel Álvarez            | Marc Diakiese (en)   | Soumission (Brabo Choke)                | 2     | 4:26  |                           |
| Poids lourds                                            | Mick Parkin             | Jamal Pogues         | Décision unanime (30-27, 30-27, 30-27)  | 3     | 5:00  |                           |
| Poids moyens                                            | Makhmud Muradov (en)    | Bryan Barberena (en) | Décision unanime (30-27, 30-27, 30-27)  | 3     | 5:00  |                           |
| Poids coqs féminin                                      | Ketlen Vieira (en)      | Pannie Kianzad (en)  | Décision unanime (29-28, 29-28, 29-28)  | 3     | 5:00  |                           |
| Poids légers                                            | Chris Duncan            | Yanal Ashmouz        | Décision unanime (30-27, 30-27, 29-28)  | 3     | 5:00  |                           |
| Poids pailles féminin                                   | Bruna Brasil            | Shauna Bannon        | Décision unanime (29-28, 29-28, 30-27)  | 3     | 5:00  |                           |
| Poids mouches                                           | Jafel Filho             | Daniel Barez (es)    | Soumission (bras-tête)                  | 1     | 3:26  |                           |

## Bonus de la soirée
Les combattants suivants ont reçu des bonus de 50 000 $.
- Combat de la Soirée : Jonny Parsons vs. Danny Roberts
- Performance de la Soirée : Tom Aspinall et Paul Craig